# میس نیپون
میس نیپون (به ژاپنی: ミス日本コンテスト, Misu nippon kontesuto)، یک مسابقه زیبایی ژاپنی است. در ۵۷ مسابقه گذشته تعداد کل درخواست‌ها ۱۱۸۷۹۴ نفر و جایزه بزرگ ۵۵ نفر بوده است. در سال ۱۹۵۰ توسط یومیوری شیمبون آغاز شد و هر سال توسط «انجمن میس نیپون» برگزار می‌شود.